# Медији у Бугарској
Медији у Бугарској се односе на медијске куће са седиштем у Бугарској. Телевизија, часописи и новине подједнако су у власништву државних и непрофитних корпорација, које се финансирају путем оглашавања, претплате и других прихода од продаје. Устав Бугарске гарантује слободу говора. Будући да је земља у транзицији, бугарски медијски систем се развија.
Бугарски медији се генерално сматрају непристрасним, иако држава и даље доминира кроз Бугарску националну телевизију (БНТ), Бугарски национални радио (БНР) и Бугарску телеграфску агенцију. Бугарски медији се сматрају непристрасним извештаваоцима, постоји сумња да су у потенцијалном ризику од политичког утицаја због недостатка закона који би их заштитили. Писани медији немају законских ограничења, а објављивање новина је потпуно либерално. Велика слобода штампе значи да се не може утврдити тачан број публикација, мада је у неким истраживањима процењено око 900 штампаних медија током 2006. Најчитаније дневне новине су Дневен Труд и 24 Часа.
Остали медији, попут телевизије и радија, под контролом су Савета за електронске медије (CEM), независног органа који је овлашћен за издавање лиценце за емитовање. Осим државног телевизијског канала, радио станице и Бугарске Телеграфске Агенције, постоји и велики број приватних телевизијских и радио станица. Међутим, већина бугарских медија се суочава са негативним трендом попут опште деградације медијских производа, ауто-цензуре и економског или политичког притиска. Најпопуларнији ТВ програми су Славијев шоу и Господари етра, који бележе преко 1.000.000 гледалаца по епизоди. Расте популарност интернет медија услед широког спектра доступних мишљења и гледишта, мањка цензуре и различитости садржаја.

## Законодавни оквири
Главна законска основа је Закон о радију и телевизији из 1998. године, који је више пута измењен. Многи проблеми и даље постоје на овом пољу. Директива ЕУ о аудиовизуелним медијским услугама за 2007. годину је пренесена у Бугарско право 2010. године, укључујући захтеве за културном разноликошћу.
Клевета је у Бугарској декриминализована, али се кажњава великим новчаним казнама. Владини званичници су у прошлости поднели тужбе против новинара, иако судови умногоме фаворизују новинаре и очувавају слободу штампе. Закон о приступу информацијама је прилично робустан, мада институције и даље могу неадекватно ускратити приступ, док судови могу деловати недоследно у вези са тим. Концентрација медија је проблем и транспарентност власништва недостаје. У 2014. години усвојен је закон којим се компанијама из иностранства ограничава власништво над медијским предузећима. In Reporters Without Borders' World Press Freedom Index, Bulgaria is ranked 106th, with a score of 32.91; in the region, Bulgaria comes after Greece (91st) and right before Montenegro (114th) and Macedonia (117th). Its score is on a steady downward path since the early 2000s (it was 34th on 158 in 2003).

### Статус и саморегулација новинара
Новинари у Бугарској раде са смањеним платама и суочавају се са несигурношћу посла, чиме услови рада све више доприносе самоцензури и неетичким праксама.
Често се јављају кршења етичких и професионалних стандарда, посебно у штампи. Кодекс понашања за новинаре је израдило неколико медијских и професионалних организација након 1989. године, укључујући Унију бугарских новинара, Форум слободног говора и Центар за независно новинарство. Године 2004. Етички кодекс бугарских медија је израђен уз подршку стручњака ЕУ, иако га је део бугарског новинарског круга одбацио.
Етички одбор за штампане медије и Етички комитет за електронске медије су основани крајем 2005. године након дуготрајне дебате, институционализујући механизам саморегулације у бугарском медијском сектору.
Нова бугарска медијска група (НБМГ), у власништву Ирине Крастеве и под контролом њеног сина и посланика Дељана Пеевског, има дугу историју пристрасних про-владиних ставова. У јуну 2014. године, свађа између Пеевског и власника банке подстакла је негативне извештаје медија НБМГ-а који су проузроковали лоше пословање банке и присилили финансијски институт да је привремено затвори.
Европски и парламентарни избори 2014. године су увелико пропраћени у медијима, али велики део покривања састојао се од непотписаних плаћених садржаја. Штампани и електронски медији са десничарским везама често изјављују говор мржње према мањинама и мигрантима.

## Медијске куће
Бугарска медијска панорама је плуралистичка, иако медијске куће и даље потпадају под политички и економски утицај својих власника и главних оглашивача. Смањивање тржишта оглашавања је учинило да медији све више зависе од државног оглашавања и других субвенција, посебно мали локални медији.

### Штампани медији
Слобода изражавања и слободна конкуренција на медијском тржишту уведени су у Бугарској након 1989. године. Публиковање новина није регулисано законом, нити постоји канцеларија за ревизију нити службена евиденција о броју публикација. Више од 900 наслова штампаних медија издато је 2007. године, али је њихов број данас значајно смањен након ефеката економске кризе. Током 2009. године, постојало је 14 националних дневних новина; циркулација по глави становника је врло ниска. Нова бугарска медијска група Пеевског (НБМГ) и њен конкурент Медија Груп Булгариа Холдинг поседују већину приватних новина.
Доминантан облик новина на тржишту је „хибридни таблоид”, који је комбинација карактеристика квалитетне и таблоидне штампе, укључујући и скандалозно извештавање, као што су дневне новине „Труд ”и „24 часа”, које издаје немачка WAZ-Mediengruppe). Конвергенција је последица неуспеха у успостављању квалитетних листова новина, што води до проширења домета популарних новина.

### Радио емитовање
Од 1935. до 1989. године постојао је државни монопол над радио емисијама у Бугарској. После либерализације, тржиште садржи велики број приватних, националних и локалних радио станица.
Сектор углавном контролишу четири стране групе: Irish Communicorp Group, SBS Broadcasting Group (од 2007. године је део ProSiebenSat.1 Media AG), US Emmis Communications и News Corporation Group (у власништву Руперта Мердока). Бугарски власник, Фокус, придружио им се крајем 2009. године. Они заједно контролишу преко 20 радио станица.
Две радио-станице са националном покривеношћу су Бугарски национални радио (БНР) са два канала („Хоризонт” и „Христо Ботев”), као и приватни радио Дарик. „Радио Бугарска” емитује се у иностранству, као и у 7 регионалних центара у земљи.

### Телевизијско емитовање
Телевизија у Бугарској уведена је 1959. године. Иако је медијско тржиште у Бугарској мало, оно је једно од најконкурентнијих у централној и источној Европи. Глобални играчи као што су News Corporation, Modern Times Group, Central European Media Enterprises и Fox Broadcasting Company и други управљају највећим и најпопуларнијим медијима у земљи.
Две водеће ТВ станице, бТВ и Нова ТВ, су у власништву иностраних компанија. Трећи је национални јавни сервис, Бугарска национална телевизија; БНТ се сматра непристрасном, али остаје подложна политичком уплитању од стране власти.
Телевизијски канали у приватном власништву почели су се појављивати одмах након промене режима. Већина њих је умрежена са кабловском телевизијом (CATV), мрежом коју води иста матична компанија. Током 1994-1995. године појавили су се и приватни емитери, али обично су радили само у једној области. Нова Телевизија и 7 Дни ТВ били су прва два таква канала, доступни само у Софији. Након што је бТВ преузео фреквенцију „Ефир 2”, још једно такмичење одабрало је Нову Телевизију, већ популарну на кабловској мрежи широм земље, као други приватни национални канал у Бугарској. Власти тренутно одбијају да дозволе даље аналогне канале (укључујући и локалне), док се не покрене дигитално телевизијско емитовање.
Укључење на дигиталну земаљску телевизију (ДВБ-Т) завршено је 30. септембра 2013. године, након периода од 7 месеци, са 96,2% становништва под покрићем ДВБ-Т преноса.

### Биоскоп
Јавна средства за бугарску кинематографију нестала су после социјалистичког периода. Бугарска производи по три филма и два документарца годишње са државним субвенцијама, које се дају по тендерским процедурама. Спонзорства такође подржавају бугарску филмску продукцију.